# فی‌فی (ترانه)
«فی‌فی» (به انگلیسی: Fefe) تک‌آهنگی از رپرهای اهل ایالات متحده آمریکا سیکس‌ناین و نیکی میناژ، است. ترانه در ۲۲ ژوئیه ۲۰۱۸ منتشر شد.